# Pobeda (obwód Jamboł)
Pobeda (bułg. Победа) – wieś w południowo-wschodniej Bułgarii, w obwodzie Jamboł, w gminie Tundża. Według danych Narodowego Instytutu Statystycznego, 31 grudnia 2011 roku wieś liczyła 560 mieszkańców.

## Imprezy cykliczne
- Święty sobór – 24 maja
- Kukerowden